# Missen zou
Missen zou is een single van de Nederlandse artiesten Thomas Acda, Rolf Sanchez en Kraantje Pappie uit 2022. 

## Achtergrond
Missen zou is geschreven door Thomas Acda, Rolf Sanchez, Alex van der Zouwen en Léon Paul Palmen en geproduceerd door Palm Trees. Het is een nederpoplied waarin de artiesten zingen over het missen van de "leuke dingen", zoals feesten en met je vrienden zijn tijdens de coronacrisis. De artiesten schreven het lied toen De Vrienden van Amstel LIVE! in begin 2022 werd geannuleerd en ze besloten om samen een roadtrip te maken van San Francisco naar Los Angeles. Ze vormden tijdens deze reis een hechte vriendschap en maakte dat gevoel van vriendschap, samen met het gemis van leuke dingen kunnen doen, het lied. De bijbehorende videoclip is ook opgenomen tijdens deze reis. Het was het eerste nummer dat de drie artiesten samen uitbrachten. Kraantje Pappie en Rolf Sanchez herhaalden in 2023 de samenwerking op Zin in de zomer man.
Het lied werd tot het themalied van Vrienden van Amstel LIVE! 2022 uitgeroepen, toen later in het jaar de concerten wel door konden gaan. Ook op de radio was het lied een succes; het werd bij Qmusic uitgeroepen tot Alarmschijf, bij NPO Radio 2 tot TopSong en bij Radio 538 tot Harde Schijf.

## Hitnoteringen
De artiesten hadden bescheiden succes met het lied in de Nederlandse hitlijsten. In de Top 40 kwam het tot de 27e plaats en was het zeven weken te vinden. In de negen weken dat het in de Single Top 100 stond, piekte het op de 67e plaats.

## NPO Radio 2 Top 2000
Missen zou stond alleen in 2023 in de NPO Radio 2 Top 2000, op plek 1979.